# Isocrate
Isocrate, figlio di Teodoro del demo di Erchia (in greco antico: Ἰσοκράτης?, Isokrátēs; Erchia, 436 a.C. – Atene, 338 a.C.), è stato un retore e filosofo ateniese, uno dei maggiori maestri di retorica e un educatore degli individui che avrebbero formato la nuova classe dirigente.

## Biografia
Nacque nel 436 a.C. a Erchia, un grosso demo attico che pochi anni dopo diede i natali anche allo storico Senofonte. Suo padre Teodoro aveva una fabbrica di auloi (flauti) ed era ricco abbastanza per dare al figlio un'ottima educazione. Isocrate ancor giovane fu però costretto a svolgere per un decennio la professione di logografo a causa dei dissesti finanziari della famiglia durante la guerra del Peloponneso. 
Testimonianze dei testi logografi sono 6 orazioni giudiziarie datate tra il 400 a.C. e il 390 a.C., la cui genuinità è garantita da Aristotele, tuttavia, l'uso effettivo di questi testi durante i processi è dubbio, in quanto potrebbe trattarsi solamente di esercitazioni utilizzate nella sua scuola, che ha formato illustri tragediografi, storiografi e oratori. Gli sono accreditate anche 21 orazioni.
Isocrate si sentì in primo luogo "pedagogo" impegnato nella formazione culturale del cittadino di livello elevato, e pretese di essere considerato filosofo; quindi rinnegò l'appellativo di retore (nonostante l'attività di logografo). I suoi testi coprono l'arco di quasi un secolo: dallo splendore di Pericle all'ascesa di Filippo II di Macedonia.
Nel 390 a.C. aprì una scuola la cui importanza fu analoga all'Accademia di Platone. Con quest'ultimo, nonostante la diversità di punti di vista, Isocrate condivideva alcune concezioni:
- Coltivavano entrambi una profonda ammirazione per Socrate, ma fastidio per i Sofisti, che ritenevano si vendessero per denaro;
- Erano convinti che la Paideia di base fosse quella dell'etica sociale;
- Nutrivano sfiducia nella democrazia ateniese, sulla base degli esiti da essa conseguiti alla fine del V secolo a.C.;
- Mostravano uno spiccato interesse per la forma scritta e per lo stile;
- Programmavano di insegnare filosofia e proporre idee.

In sintesi, Isocrate riteneva che la scuola di Platone insegnasse ai suoi allievi la ricerca della conoscenza puntuale di "cose" inutili (Platone era orientato in sostanza verso l'epistemologia, la ricerca dell'episteme collegata alla conoscenza scientifica), mentre lo stesso retore ricercava la conoscenza relativa, l'opinione, la δόξα, in sostanza, di "cose" utili.  Non a caso la scuola di Isocrate ha prodotto la classe dirigente ateniese del quarto secolo. Isocrate si riteneva un vero filosofo, ma veniva disprezzato in quanto ritenuto ricercatore di opinioni.
La fama di Isocrate e della sua scuola fu grande in tutta l'Ellade, tanto che all'epoca del suo massimo sviluppo il maestro poteva chiedere agli allievi un compenso di ben 10 mine. Egli si proponeva di istruire i propri allievi alla vita pubblica attraverso lo studio della retorica, intesa quale disciplina principe tra le arti, l'unica in grado di far sviluppare le doti necessarie per avere successo nella vita.
Convinto sostenitore dell'importanza centrale di Atene e della sua democrazia nella politica greca, si fece promotore di una politica panellenica che prevedesse la collaborazione delle diverse poleis greche raccolte sotto la guida di Atene, così da opporsi all'esercito persiano. Atene, inoltre, avrebbe dovuto svolgere un importante ruolo civilizzatore presso le altre città greche, favorendo lo sviluppo di nuove società democratiche - inutile dire che centrale sarebbe stato il compito di maestri come Isocrate, i quali avrebbero dovuto educare la nuova classe dirigente. Le sue speranze furono però deluse nel 338 a.C. quando, al termine della battaglia di Cheronea, la Grecia perse la propria indipendenza. Ormai ultranovantenne e affetto da vari mali, Isocrate si lasciò morire di inedia.
Tra i suoi principali allievi, si ricordano: gli oratori Cefisodoro, Iseo, Iperide e Licurgo, gli storici Teopompo di Chio ed Eforo di Cuma, il poeta tragico Teodette, il politico Timoteo.

## Opere e tematiche generali

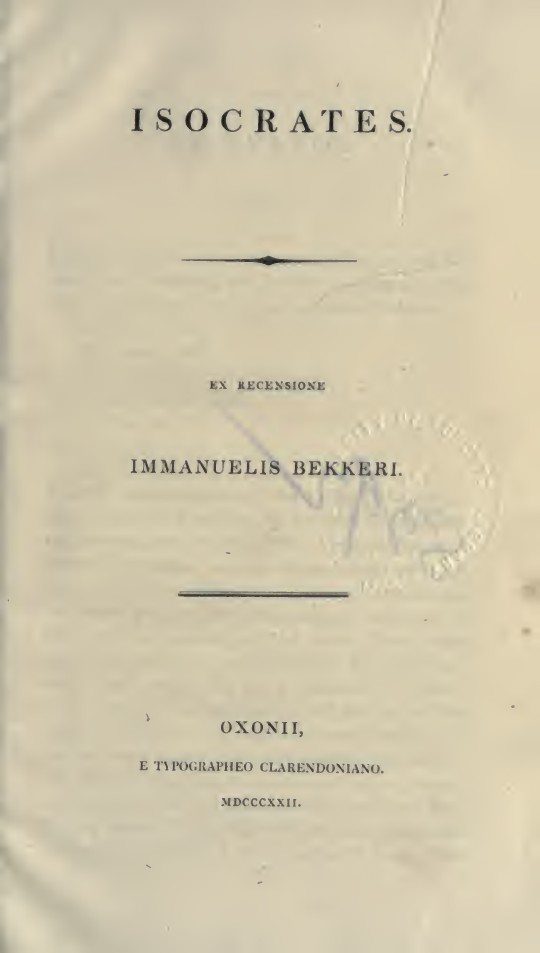
Un'edizione del 1822

Isokratous Apanta, 1570

Il corpus isocrateo, così come ci viene tramandato dalla tradizione, riporta oltre 60 titoli di orazioni - la metà delle quali spuria. Al giorno d'oggi, sopravvivono solo ventuno orazioni, delle quali 
1. Sei appartengono al genere giudiziario (le orazioni XVI-XXI)
2. Quattordici sono di genere epidittico (in ordine di datazione):
  1. Encomio di Elena (successiva al 390 a.C. circa)
  2. Busiride
  3. Contro i Sofisti
  4. Panegirico (380 a.C.)
  5. Plataico (371 a.C.)
  6. Evagora (tra il 370 e il 364 a.C.)
  7. A Nicocle (370 a.C.)
  8. Nicocle (368 a.C.)
  9. Archidamo (366 a.C.)
  10. Sulla pace (355 a.C.)
  11. Areopagitico (ca. 355 a.C.)
  12. Antidosi (di poco successivo al 354 a.C.)
  13. Filippo (346 a.C.)
  14. Panatenaico (339 a.C.)
3. Infine, lo scritto A Demonico è ritenuto spurio.

Sotto il suo nome ci sono tramandate anche nove epistole, alcune delle quali considerate spurie.
Lo stesso Isocrate ci informa che le sue orazioni epidittiche furono scritte per essere studiate dai discepoli della sua scuola: il retore infatti non pronunciò mai in pubblico tali orazioni, a causa della timidezza. Isocrate inoltre spese gran parte delle energie a rivedere i propri scritti, avendo sempre di mira la perfezione stilistica, la scorrevolezza e l'intensità emotiva: il risultato è una prosa elegante, temperata e sintatticamente corretta, scorrevole alla lettura, ma tuttavia monocorde, e carente delle coloriture tanto apprezzate in altri retori e scrittori.
Egli offriva inoltre insegnamenti filosofici solo a chi ne avesse predisposizione, cioè a chi avesse l'ardire di parlare di fronte a una folla e fosse in grado di apprendere dal maestro un sistema di idee. Attraverso le idee, infatti, si forma il discorso politico, che aiuta a formare i caratteri. Il corso durava in media 3 – 4 anni e l'insegnamento principale era la filosofia: l'oratoria e la filosofia permettevano di esprimersi in modo elevato.

### Lapaideiaisocratea:Contro i SofistieAntidosi
L'orazione Contro i Sofisti è una sorta di manifesto programmatico della scuola isocratea: si rivolge infatti a tutta l'élite colta ateniese. Chi sono i sofisti per Isocrate? Tutti quelli che di retorica e cultura hanno una concezione diversa dalla sua, cioè:
- Eristi: esperti nell'arte del disputare, falsi e districatori perché pretendono di insegnare felicità illusoria (tra di essi sono annoverati anche Platone e i suoi allievi);
- Logografi: si servono della retorica per amor di denaro;
- I maestri di eloquenza politica: si propongono come maestri di retorica e riducono l'arte a pura tecnica, non sapendo poi intervenire tempestivamente nelle situazioni concrete.

Isocrate non si avventura sul terreno teorico, ma si schiera dalla parte dell'uomo comune che valuta i discorsi secondo la loro trasparenza e la loro utilità. Non esita pertanto a bollare come "ciarlataneria" i discorsi e gli insegnamenti dei propri avversari, i quali non sono in grado di trovarsi d'accordo nemmeno sui princìpi fondamentali. Perciò egli contrappone alla scienza dei filosofi (episteme) la sua doxa, intesa quale ragionevole opinione condivisa dai vari membri della polis. Diversamente da Socrate e Platone, Isocrate ritiene che la virtù non sia insegnabile, poiché non è possibile formulare un'arte in grado di farlo: chi non è portato alla virtù, non può apprenderla. Il cittadino virtuoso, allora, preferisce dedicarsi all'opinione che ne hanno i più, ovvero la doxa della polis, piuttosto che perdere tempo con delle sciocchezze.
Su questi temi Isocrate ritornerà in una delle sue ultime orazione, la lunghissima Antidosi, quando, ormai vecchio, sarà disposto ad ammettere che l'eristica non è né dannosa né inutile alla formazione dei giovani. Essa non si può però chiamare filosofia: piuttosto è un'esercitazione dell'anima che prepara alla vera filosofia, cioè all'educazione politico-retorica. Insegnamento principe della paideia isocratea è infatti la retorica, la quale insegna a saper sfruttare il kairós (momento opportuno), le occasioni che vengono di volta in volta offerte all'individuo. Si tratta di un concetto molto complesso e sfaccettato, di chiara derivazione sofistica (specie Gorgia), che Isocrate apprende e sviluppa in modo autonomo e originale. La retorica insegna a tenere discorsi davanti a un pubblico, adattando il proprio discorso alla tipologia di persone che ci si trova di fronte: in questo modo il giovane apprende come sfruttare appieno le proprie potenzialità, imparando di conseguenza a sfruttare le opportunità che gli vengono date. Tale insegnamento, spostato sulla vita quotidiana, rende non solo buoni retori, ma anche dei buoni politici, dei buoni amministratori ed economi per la propria famiglia e la polis.
Isocrate si vantava infatti che i propri allievi fossero tutti diventati dei membri importanti e rispettabili della polis, segno inequivocabile che lui fosse un buon maestro. Il buon maestro di retorica è dunque buon maestro di vita: insegnando a seguire la doxa della polis, che poi è la virtù, egli fa sì che i propri allievi divengano dei buoni cittadini. Tali presupposti pongono le basi per quell'istruzione umanistica che avrà tanta fortuna nella storia dell'educazione nel mondo occidentale. Alla lezione di Isocrate si rifaranno infatti Cicerone, Quintiliano, i grandi pensatori rinascimentali e quanti si sono riconosciuti in quella figura di intellettuale definita dalla formula: vir bonus dicendi peritus.

### Il programma politico
Documento del suo programma politico è il Panegirico (380 a.C.). Il titolo richiama le "Panegirie", riunioni festive che vedevano tutta la grecità unita nella comune identità di sangue e cultura per celebrare i suoi eroi una volta smesse le guerre.
Isocrate mira appunto a risuscitare quel clima. Vuole che la Grecia ritorni all'antica gloria, che Sparta e Atene si riconcilino, che Atene riprenda il posto di potenza egemone. C'è un bisogno nuovo di solidarietà più stretta tra i greci. La Grecia deve trovare in sé la forza per giungere alla pacificazione, alla "Concordia" Nazionale. Parlare di unità nazionale sarebbe fuori luogo: tuttavia nel dissolversi del sistema delle polis emergono nuove tendenze aggregatrici che vanno al di là dell'ambito delle polis stesse: i cittadini infatti si sentono sempre meno cittadini e sempre più greci, prendendo coscienza del fatto di vivere uniti dalla stessa cultura, ben più importante del vincolo di sangue.
Peculiarità del popolo greco è proprio la cultura, che sancisce la sua identità e la sua superiorità. Al termine dell'orazione il suggerimento come una spedizione contro la Persia per risorse e denaro, indica anche il valore di opera di acculturazione di popoli "barbari". Secondo questa concezione Isocrate vedeva Atene come scuola non solo dell'Ellade (come nell'epitaffio di Pericle tucidideo), ma come "scuola di tutto il mondo".

### La situazione di Atene:AreopagiticoeFilippo
Per quanto riguarda la vita interna della polis, Isocrate è a favore della democrazia, e non una qualsiasi, ma solo una democrazia ben costituita e retta con moderazione. Non è certo la democrazia vigente quella giusta. Il modello che lui propone risale ad un passato molto lontano, il suo pensiero va alla democrazia che istituirono Solone e Clistene:
- Libertà di parola;
- Uguaglianza di fronte alla legge;
- Il popolo affidava di buon grado gli uffici pubblici ai ricchi, perché non avendo necessità finanziarie, potevano disporre di tempo libero e prestare gratuitamente la loro opera;
- La scelta di chi doveva esercitarli, non essendoci pressioni politiche, ricadeva sui capaci e meritevoli.

È da rilevare che il modello costituzionale politico di Isocrate risulta del tutto funzionale ai ceti ricchi e conservatori del tempo, e corrisponde ai loro programmi. Il ripristino dell'autorità dell'Areopago è uno strumento base del risanamento della degradazione della polis; tutti sanno però che l'Areopago è la roccaforte della conservazione, e ogni suo rafforzamento è rafforzamento delle classi elevate.
Isocrate non fu insensibile alla nuova situazione storica che vedeva ai margini della Grecia impiantarsi varie forme di assolutismo, e all'interno riaffiorare l'ideale monarchico come alternativa alla crisi della polis. Il suo modello di uomo politico non era il "filosofo" di Platone e neanche il "Re". Tuttavia la monarchia poteva diventare la forma migliore di Governo per alcuni popoli. In una serie di orazione precisò a quali condizioni il potere assoluto sarebbe potuto diventare la forma di governo ideale. E definiva anche i caratteri che sarebbero divenuti propri del monarca ellenistico. Tuttavia, secondo Isocrate, i Greci non erano fatti per la monarchia. La monarchia tutt'al più doveva costituire un incentivo per il loro risveglio, per la rivalsa della polis, dunque ora, per realizzare il suo sogno di concordia dei greci, si rivolgeva a Filippo II di Macedonia, col desiderio di affidare a lui il ruolo di guida.
Ce ne parla nella lettera aperta a lui intitolata (346 a.C.). Gli appelli dell'oratore ovviamente rimasero inascoltati. È vero che per contrastare la potenza di nuovi regni sarebbe stata necessaria la concordia nazionale, ma la Grecia non sapeva realizzarla da sé ed era assurdo che potesse venire da altri senza pesanti conseguenze - e infatti fu costretta a subirla: otto anni dopo, nel 338 a.C. a Cheronea, la Grecia perdeva la sua libertà e Filippo II diventava di fatto il suo re. Isocrate si lasciò morire lo stesso anno, e subito dopo la sua morte la Grecia trovò una certa unità sotto l'egemonia macedone e Alessandro Magno, che, facendo suo l'appello del "Filippo", a capo di Greci e Macedoni intraprese la grande avventura contro l'impero persiano. La grande intuizione di Isocrate - l'idea di cultura come incivilimento e affratellamento dei popoli su base di un principio spirituale e non di sangue - si realizzò dunque in modo compiuto e si diffuse nel mondo.
Questi argomenti saranno ripresi, in forma di sintesi nel Panatenaico (339 a.C.), l'ultima orazione di Isocrate, in cui il retore rimarrà comunque legato all'ala ateniese più conservatrice e più legata alla tradizione.

### Fonti
- (EL) Isocrate, [Opere], Oxonii, E Typographeo Clarendoniano, 1822.
- (LA) Isocrate, [Opere], Basileae, ex Officina Oporiniana, 1570.
- Isocrate, Opere, a cura di Mario Manzi, Torino, Utet, 1991.

### Studi
In italiano
- Lorenzo Braccesi, Guida allo studio della storia greca, Bari, Ed. Laterza, 2005, ISBN 978-88-420-7568-4.

In altre lingue
- (EN) William L. Benoit, Isocrates on Rhetorical Education, in Communication Education, vol. 33, n. 2, 1984,  pp. 109-119, DOI:10.1080/03634528409384727.
- (EN) Patricia Bizzell e Bruce Herzberg (a cura di), The rhetorical tradition: Readings from classical times to the present, 2. ed., Boston, Bedford/St. Martin's, 2001, ISBN 978-0-312-14839-3.
- (EN) J.B. Bury, A History of Greece, Londra, Macmillan, 1913.
- (DE) Christoph von Eucken, Isokrates: Seine Positionen in der Auseinandersetzung mit den zeitgenössischen Philosophen, Berlino, W. de Gruyter, 1983, ISBN 978-3-11-008646-1.
- (EN) James L. Golden, Goodwin F. Berquist e William E. Coleman, The rhetoric of Western thought, 9ª ed., Dubuque, Iowa, Kendall / Hunt, 2007, ISBN 978-0-7575-3838-4.
- (EN) G.M.A. Grube, The Greek and Roman Critics, Londra, Methuen, 1965.
- (EN) Ekaterina V. Haskins, Logos and power in Isocrates and Aristotle, University of South Carolina Press, 2004, ISBN 978-1-57003-526-5.
- (EN) Niall Livingstone, A commentary on Isocrates' Busiris, Boston, Brill, 2001, ISBN 978-90-04-12143-0.
- (EN) J.R. Muir, Is our history of educational philosophy mostly wrong?: The case of Isocrates, in Theory and Research in Education, vol. 3, n. 2, 2005,  pp. 165-195, DOI:10.1177/1477878505053300.
- (EN) J.R. Muir, The Legacy of Isocrates and a Platonic Alternative, Londra, Routledge, 2018.
- (EN) J.R. Muir, Isocrates: Historiography, Methodology, and the Virtues of Educators, Cham, Springer, 2022.
- (EN) George Norlin, Isocrates, Londra, W. Heinemann, 1928.